# Santa Maria do Herval
Pour les articles homonymes, voir Santa Maria et Herval (homonymie).
Santa Maria do Herval est une ville brésilienne de la mésorégion métropolitaine de Porto Alegre, capitale de l'État du Rio Grande do Sul, faisant partie de la microrégion de Gramado-Canela et située à 73 km au nord-est de Porto Alegre. Elle se situe à une latitude de 29° 39′ 06″ sud et à une longitude de 50° 34′ 42″ ouest, à 371 m d'altitude. Sa population était estimée à 6 173 en 2007, pour une superficie de 139 km2. L'accès s'y fait par les BR-116, RS-373 et RS-873.
Le nom de la municipalité est un hommage rendu à sainte Marie (Santa Maria, en portugais), patronne de la première église construite dans la localité. Le mot erval, désignant une sorte de pré où pousse la plante à maté, a été rajouté du fait de son abondance sur le territoire. 
Les premiers habitants européens sont des immigrants d'origine allemande qui arrivèrent en 1844. Étant agriculteurs, ils vinrent d'autres lieux où ils étaient auparavant établis pour Santa Maria do Herval car les terres y étaient meilleures. La plupart étaient originaires du Hunsrück, en Allemagne.
La commune possède de nombreuses cascades et des cours d'eau où l'on peut se baigner et camper, au milieu de restes importants et protégés de Mata atlântica.
La commune est une grande productrice de produits laitiers, de fruits et de légumes, notamment de pommes de terre.
Une fête de la pomme de terre, appelée Kartoffelfest, s'y tient chaque année, au début du mois de mai, depuis 17 ans.

## Villes voisines
- Nova Petrópolis
- Gramado
- Três Coroas
- Igrejinha
- Nova Hartz
- Sapiranga
- Morro Reuter
- Picada Café